# Petits hommes verts (guerre russo-ukrainienne)
Pour les articles homonymes, voir petits hommes verts.

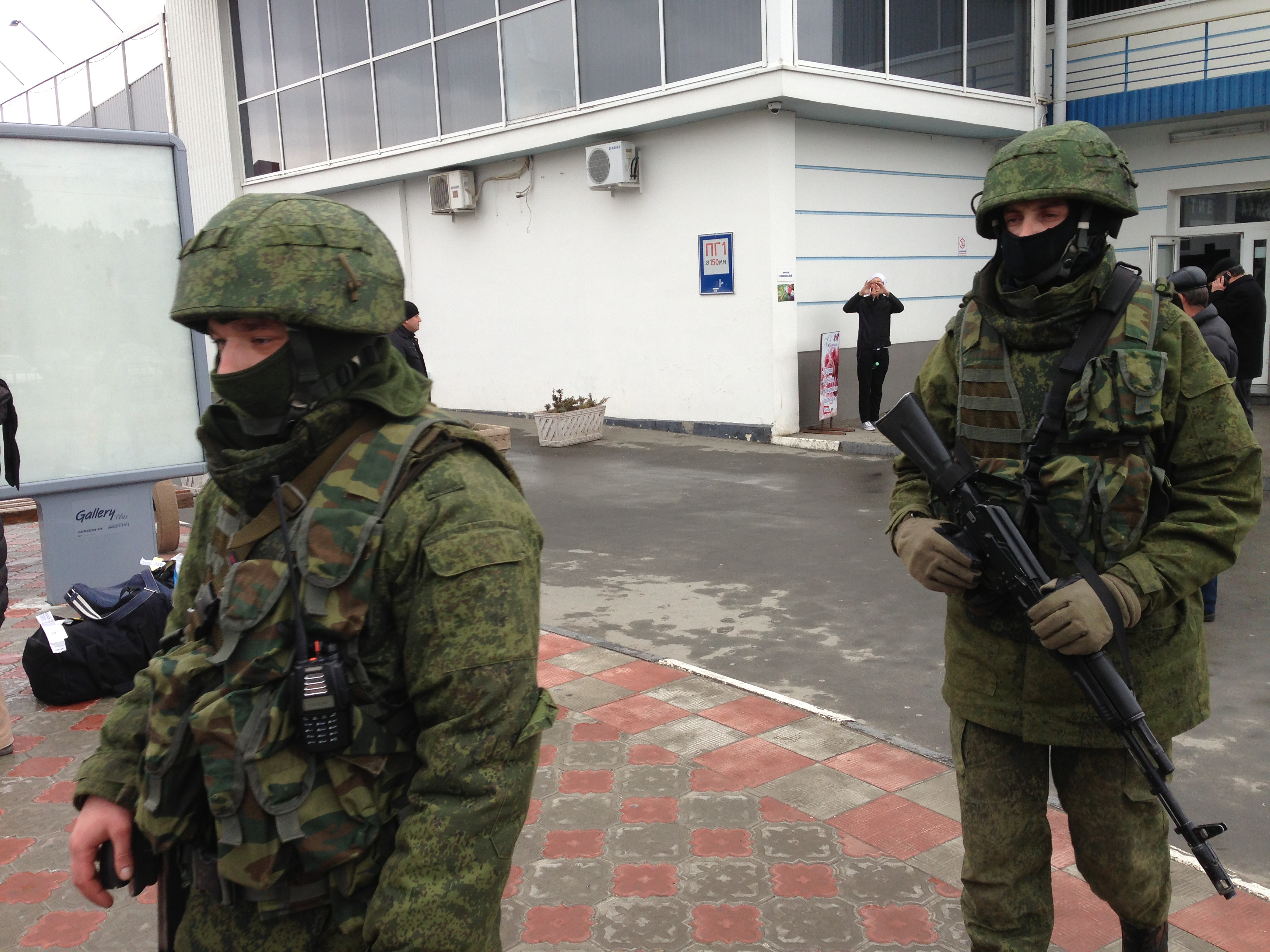
Des hommes armés sans insigne (appelés petits hommes verts) à l'aéroport de Simferopol, 28 février 2014.

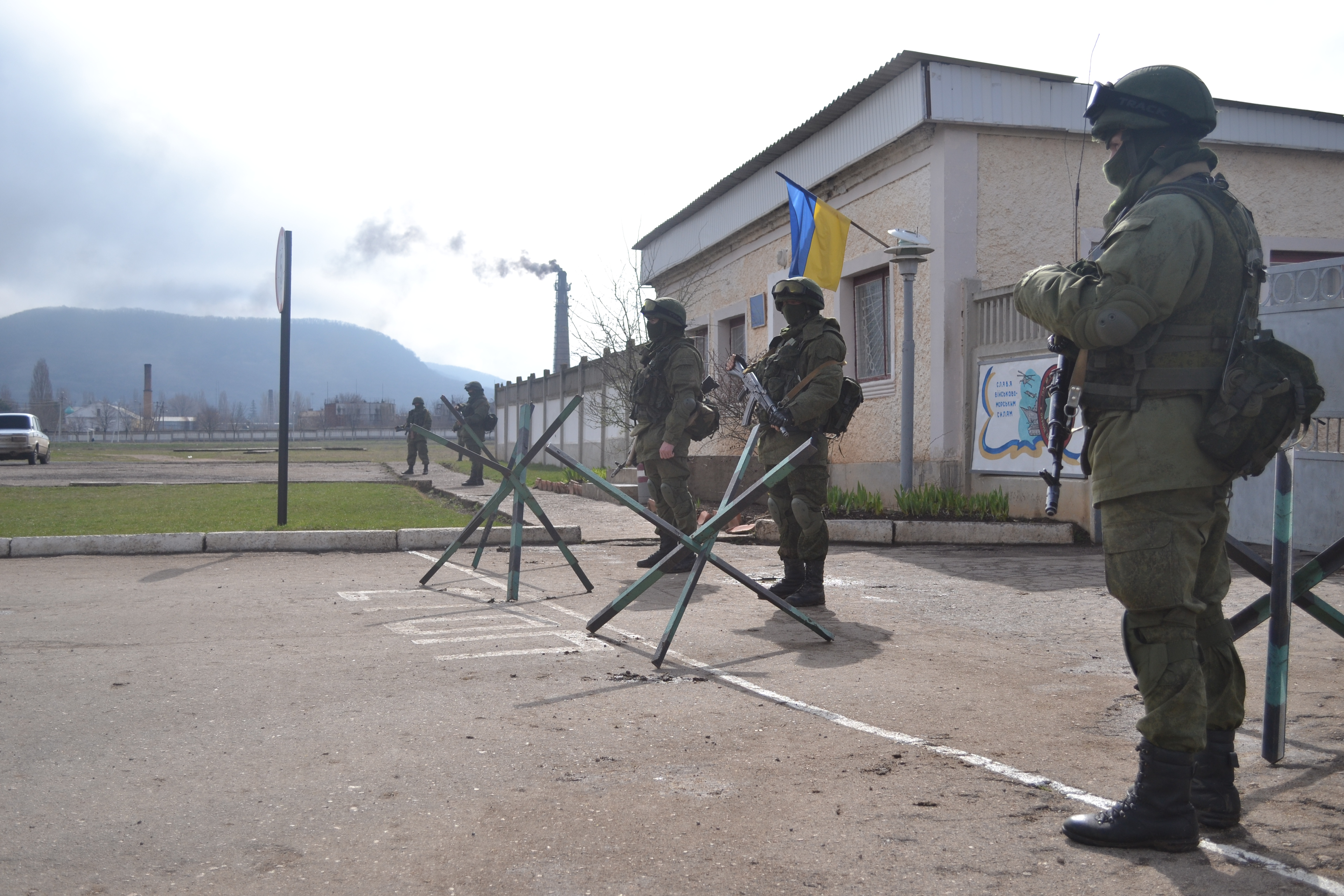
Petits hommes verts armés d'AK-74M bloquant la base militaire de Pereval'ne, à 25 kilomètres au sud de Simferopol, 9 mars 2014.

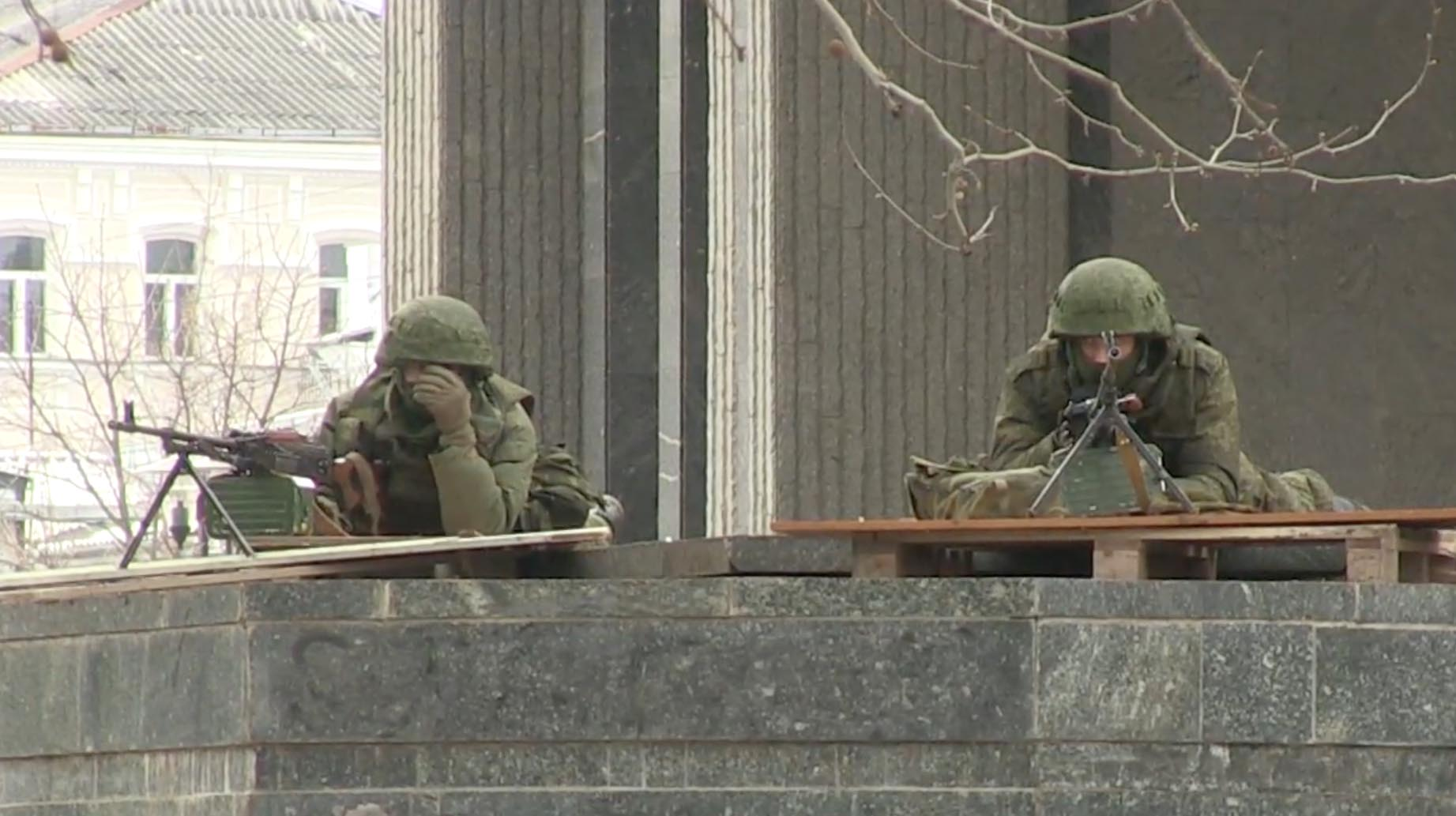
Des hommes masqués devant le bâtiment de la Verkhovna Rada de la république autonome de Crimée lors de son attaque, 27 février 2014.

L'expression « petits hommes verts » (russe : зелёные человечки ; ukrainien : зелені чоловічки) fait référence à des soldats masqués de la fédération de Russie, vêtus d'uniformes militaires verts sans éléments d'identification et portant des armes et équipements militaires russes modernes, qui apparaissent pendant la guerre russo-ukrainienne en 2014.
Le terme fait son apparition pour la première fois lors de l'annexion de la Crimée par la fédération de Russie, une période de fin février à mars 2014, lorsque ces forces armées occupent et bloquent l'aéroport international de Simferopol, la plupart des bases militaires de Crimée, et le Parlement de Simferopol. Les soldats de ces groupes armés ont retiré leurs insignes et les plaques d'identification de leurs véhicules sont recouvertes de peinture blanche,. Ce sont eux qui confisquent les téléphones portables des députés présents au Parlement, et en empêchent l'accès aux députés restés à l'extérieur, lors du vote du 27 février.
Les médias russes les désignent avec l'euphémisme « gens polis » (russe : вежливые люди),.
Initialement, la Russie nie qu'il s'agit de forces militaires russes, mais le 17 avril 2014, le président russe Vladimir Poutine confirme finalement la présence de l'armée russe,,. En outre, de nombreuses sources, y compris les médias d'État russes, confirment que les « petits hommes verts » forment un mélange d'agents des forces d'opérations spéciales et de diverses autres unités du Spetsnaz du GRU. Il comprenait probablement aussi des parachutistes de la 45e brigade Spetsnaz de la Garde du VDV,,,.
Le 21 novembre 2017, lors du coup d'État de 2017 à Louhansk, environ 150 « petits hommes verts » se déploient dans Louhansk.